# Албрехт Август фон Изенбург-Бюдинген
Албрехт Август фон Изенбург-Бюдинген (на немски: Albrecht August von Ysenburg-Büdingen; * 14 април 1717, Вехтерсбах; † 25 ноември 1782, Вехтерсбах) е граф на Изенбург-Бюдинген-Вехтерсбах.

## Произход
Той е вторият син на граф Фердинанд Максимилиан II фон Изенбург-Бюдинген (1692 – 1755) и първата му съпруга му графиня Албертина Ернестина фон Изенбург-Бюдинген (1692 – 1724), дъщеря на граф Йохан Казимир фон Изенбург-Бюдинген (1660 – 1693) и София Елизабет фон Изенбургг-Бирщайн (1650 – 1692).
Братята му са Фердинанд Казимир I (1716 – 1778), Вилхелм Райнхард (1719 – 1785), Карл Лудвиг (1720 – 1785), Волфганг Ернст (1721 – 1751) и Адолф (1722 – 1798). Полубрат е на Лудвиг Максимилиан I (1741 – 1805).
Албрехт Август умира бездетен на 25 ноември 1782 г. във Вехтерсбах на 65 години и е погребан в църквата на Вехтерсбах.

## Фамилия
Първи брак: на 22 април 1756 г. в Алмело се жени за графиня София Доротея Вилхелмина ван Рехтерен (* 15 август 1706, Алмело; † 23 октомври 1758, Вехтерсбах), дъщеря на граф Адолф Хендрик ван Рехтерен (1656 – 1731) и графиня София Юлиана фон Кастел-Рюденхаузен (1673 – 1758). Те нямат деца.
Втори брак: на 9 юни 1765 г. в Майнинген се жени за ландграфиня Шарлота фон Хесен-Филипстал-Бархфелд (* 26 април 1725, Граве; † 9 януари 1798, Бюкебург, погребана в църквата на Вехтерсбах), дъщеря на ландграф Вилхелм фон Хесен-Филипстал-Бархфелд (1692 – 1761) и принцеса Шарлота Вилхелмина фон Анхалт-Бернбург-Шаумбург-Хойм (1704 – 1766). Те нямат деца.